# Gabi Burgstaller
Gabriele Burgstaller, dite Gabi Burgstaller, née le 23 mai 1963 à Niederthalheim, est une femme politique autrichienne membre du Parti social-démocrate d'Autriche (SPÖ).
Elle est Landeshauptfrau de Salzbourg entre le 28 avril 2004 et le 19 juin 2013. Première femme et première sociale-démocrate à diriger le Land de Salzbourg, elle est également la première femme sociale-démocrate à prendre la direction d'un gouvernement régional autrichien.